# Fedir Jemeljanow
Fedir Hryhorowycz Jemeljanow, ukr. Федір Григорович Ємельянов (ur. 23 sierpnia 1984) – ukraiński piłkarz, grający na pozycji obrońcy lub pomocnika.

## Kariera piłkarska

### Kariera klubowa
Wychowanek szkół piłkarskich Dnipro-75 Dniepropetrowsk, Dnipro Dniepropetrowsk oraz Metałurh Zaporoże, barwy których bronił w juniorskich mistrzostwach Ukrainy (DJuFL). W 2001 rozpoczął karierę piłkarską w amatorskim zespole Orion Dniepropetrowsk. Latem 2001 został piłkarzem Metałurha Donieck. Nie rozegrał żadnego meczu i pół roku przeniósł się do Illicziwca Mariupol, gdzie bronił barw drugiej drużyny. Wiosną 2008 został wypożyczony do drugoligowego zespołu Feniks-Iliczowiec Kalinine. Podczas przerwy zimowej sezonu 2008/09 przeniósł się do Stali Dnieprodzierżyńsk. Latem 2009 wyjechał do Mołdawii, gdzie został piłkarzem pierwszoligowego zespołu Iscra-Stali Rybnica. Po zakończeniu sezonu 2009/10 powrócił do Ukrainy, gdzie zasilił skład FK Połtawa. Latem 2011 ponownie wyjechał do Mołdawii, gdzie zasilił skład FC Tiraspol. Podczas przerwy zimowej sezonu 2012/13 opuścił mołdawski klub.

## Sukcesy

### Sukcesy klubowe
- wicemistrz Mołdawii: 2010
- brązowy medalista Mistrzostw Mołdawii: 2013
- zdobywca Pucharu Mołdawii: 2013
- finalista Superpucharu Mołdawii: 2013